# Anne Burrell
Pour les articles homonymes, voir Burrell.
Anne W. Burrell est une cheffe américaine, née le 21 septembre 1969 à Cazenovia et morte le 17 juin 2025 à Brooklyn.

## Biographie

### Enfance et formation
Elle obtient un diplôme en anglais et communication du Canisius College à Buffalo.
Elle s’inscrit ensuite au Culinary Institute of America, obtenant son diplôme en 1996. Après avoir obtenu son diplôme, elle passe un an en Italie à l’Institut culinaire italien pour étrangers, tout en travaillant à La Taverna del Lupo en Ombrie et à La Bottega del 30s en Toscane.

### Carrière
En 2004, elle assiste Mario Batali dans l'emission Iron Chef America.
Burrell travaille au restaurant Felidia sous la direction de Lidia Bastianich et Savoy à Soho.
Elle fait équipe avec la chef Gigi Hadid contre le chef et restaurateur Bobby Flay. L'épisode est diffusé en juin 2020.

### Vie privée
Après un coming out lesbien en 2012, elle rencontre en 2018 son futur mari, Stuart Claxton, via l'application de rencontre Bumble. Ils se marient le 16 octobre 2021.

### Décès
Le matin du 17 juin 2025, elle est retrouvée inconsciente dans la douche de son domicile de Brooklyn, et y est prononcée morte par les secours,,. Cinq semaines après son décès, il est révélé qu'Anne Burrell s'est suicidée après avoir ingéré un cocktail de diphenhydramine, d'éthanol, de cétirizine et d'amphétamine.